# Støren (Midtre Gauldal)
Størenⓘ ist eine Ortschaft in der norwegischen Kommune Midtre Gauldal in der Provinz (Fylke) Trøndelag. Der Ort stellt das Verwaltungszentrum von Midtre Gauldal dar und hat 2320 Einwohner (Stand: 1. Januar 2024).

## Geografie
Støren ist ein sogenannter Tettsted, also eine Ansiedlung, die für statistische Zwecke als eine städtische Siedlung gewertet wird. Der Ort liegt im Norden der Kommune Midtre Gauldal, etwa 50 Kilometer südlich von Trondheim. In Støren mündet die Sokna in die Gaula. Damit treffen bei der Ortschaft auch die beiden Täler Soknedalen und Gauldalen aufeinander.

## Geschichte
Støren wurde 1837 als unabhängiger Formannskapsdistrikt gegründet. Bereits 1841 wurde der Bezirk in drei Teile geteilt, als Soknedal und Horg als unabhängige Verwaltungseinheiten abgetrennt wurden. Der restliche Teil von Støren hatte 2312 Einwohner. Im Jahr 1879 wurde Støren erneut geteilt. Diesmal wurde Budal als eigene Gemeinde abgetrennt. Die Gemeinde Støren verblieb nach der Abtrennung mit 1840 Einwohnern.
Am 1. Januar 1964 wurde Støren mit 2296 Einwohnern mit den Gemeinden Budal, Singsås und Soknedal zur neuen Gemeinde Midtre Gauldal zusammengelegt. Vor diesem Zusammenschluss erstreckte sich die Gemeinde Støren von Haga Bro im Norden bis Rognes im Südosten und Snøan im Südwesten.
Seitdem ist die Bevölkerungszahl in zentralen Teilen des Ortes gestiegen, während sie gleichzeitig in einigen Außenbereichen stark zurückgegangen ist.

## Wirtschaft und Infrastruktur

### Verkehr
Die Ortschaft Støren ist ein Verkehrsknotenpunkt, an dem mehrere wichtige Straßen und Bahnlinien aufeinandertreffen. In Nord-Süd-Richtung wird die Ortschaft von der Europastraße 6 (E6), die unter anderem die Anbindung zur die Stadt Trondheim herstellt, durchquert. In Støren mündet der aus dem Südosten auf die Ortschaft zuführende Fylkesvei 30 in die E6.
Am Bahnhof Støren, der im Jahr 1864 eröffnet wurde, treffen die Dovrebane und die Rørosbane zusammen.

### Wirtschaft
Støren fungiert als ein Wirtschafts- und Handelszentrum für die Region. Des Weiteren befinden sich in der Ortschaft Industriearbeitsplätze, unter anderem in den Bereichen der Lebensmittel-, Holz- und Steinindustrie. Grundlage für den Tourismus bildet die Gaula als einer der besten Lachsflüsse des Landes sowie die um Støren liegenden Jagdgebiete. In Støren gibt es ein Hotel direkt am Bahnhof sowie einen Campingplatz an der Gaula, der zwischen den beiden Bahnstrecken und der E6 liegt.

## Bildung, Kultur und Religion
Støren verfügt über eine eigene Grundschule, weiterführende Schulen sowie ein Gymnasium. Im Jahr 2010 wurde das neu errichtete Gauldal skole og kultursenter (GSK) eröffnet, das die Zusammenarbeit zwischen der Kommune Midtre Gauldal und der Fylkeskommune Sør-Trøndelag fördert und die Mittelschule, ein Gymnasium, ein Kulturzentrum, ein Kino und eine Sporthalle beinhaltet.
Im Ort befindet sich die Støren kirke. Die Holzkirche mit achteckigem Grundriss wurde im Jahr 1817 errichtet und hat rund 400 Sitzplätze.

## Persönlichkeiten
- Timon Haugan (* 1996), Skirennläufer